# Holmestrands kommun
Holmestrands kommun (norska: Holmestrand kommune) är en kommun i norra delen av Vestfold fylke i sydöstra Norge. Staden Holmestrand utgör kommunens centralort.

## Administrativ historik
Holmestrands kommun upprättades den 1 januari 1838 (som Holmestrand formannskapsdistrikt) när Formannskapslovene från 1837 trädde i kraft.
1964 lades Holmestrands kommun samman med Botne kommun.
Inom ramen för den sedan 2015 pågående norska kommunreformen genomfördes 2018 en sammanläggning med Hofs kommun. Den nya kommunen fick namnet Holmestrands kommun.  
2020 slogs Holmestrands kommun samman med Sande kommun och de delar av Re kommun som låg vid Oslofjorden.

## Kommunvapen

Holmestrands kommunvapen 1898-2019.
Holmestrands kommunvapen från 2020.
Hofs kommunvapen
Sande kommunvapen

## Tätorter
I Holmestrands kommun finns tio tätorter:
- Berger (del av)
- Drammen (del av)
- Ekeberg
- Gullhaug
- Hof
- Holmestrand (centralort)
- Klevjer
- Sande
- Selvik
- Sundbyfoss

Orten Bjerkøya har tidigare räknats som en tätort men uppfyller inte längre kriterierna.

## Socknar
Inom Norska kyrkan är Holmestrands kommun indelad i tre socknar:
- Botne socken
- Hof, Eidsfoss og Vassås socken
- Sande socken

Socknarna ingår i Nord-Jarlsbergs prosteri i Tunsbergs stift.

## Externa länkar

Befolkningsutveckling. Källa: [http://www.ssb.no/emner/02/02/folkendrhist/tabeller/tab/0702.html SSB